# Fuguo, Chongqing
Fuguo (kinesiska: 福果) är en köping i sydvästra Kina. Den ligger i stadsdistriktet Tongliang i storstadsområdet Chongqing, omkring 53 kilometer väster om det centrala stadsdistriktet Yuzhong. Antalet invånare är 12 161. Befolkningen består av 6 054 kvinnor och 6 107 män. Barn under 15 år utgör 14,0 %, vuxna 15-64 år 66 %, och äldre över 65 år 18,0 %.